# Aralia elegans
Aralia elegans är en araliaväxtart som beskrevs av C.N.Ho. Aralia elegans ingår i släktet Aralia och familjen Araliaceae. Inga underarter finns listade.